# أعراض الإيذاء
يشير مصطلح "الضحية" إلى الشخص الذي يتحول إلى ضحية من قبل شخص آخر ويمكن أن يتخذ أشكالًا نفسية وجسدية ، وكلاهما يضر بالضحايا. تشمل أشكال الإيذاء (على سبيل المثال لا الحصر) الإيذاء أو التنمر والإيذاء البدني والإيذاء الجنسي والاعتداء اللفظي والسرقة والاعتداء. ترتبط بعض هذه الأشكال من الإيذاء عادةً ببعض السكان ، لكنها قد تحدث للآخرين أيضًا .على سبيل المثال ، تتم دراسة التنمر أو إيذاء الأقران بشكل شائع عند الأطفال والمراهقين ولكنها تحدث أيضًا بين البالغين. على الرغم من أن أي شخص قد يكون ضحية ، إلا أن مجموعات معينة (مثل الأطفال والمسنين والأفراد ذوي الإعاقة) قد تكون أكثر عرضة لأنواع معينة من الإيذاء ونتيجة للأعراض والعواقب التالية. يستجيب الأفراد للإيذاء بطرق مختلفة ، لذا ستتباين الأعراض الملحوظة للإيذاء من شخص لآخر.
قد تتخذ هذه الأعراض عدة أشكال مختلفة (مثل نفسية أو سلوكية أو جسدية) ، وترتبط بأشكال محددة من الإيذاء ، وتكون خاضعة للإشراف من خلال الخصائص الفردية للضحية و / أو الخبرات بعد الإيذاء.